# Fusicoccum aesculi
Fusicoccum aesculi är en svampart som beskrevs av Sacc. 1880. Fusicoccum aesculi ingår i släktet Fusicoccum och familjen Botryosphaeriaceae.   Inga underarter finns listade i Catalogue of Life.